# Saint-Germain-le-Vieux
Saint-Germain-le-Vieux è un comune francese di 57 abitanti situato nel dipartimento dell'Orne nella regione della Normandia.

## Società

### Evoluzione demografica
Abitanti censiti